# Shinkolobweïta
La shinkolobweïta és un mineral de la classe dels òxids. Rep el nom de la mina Shinkolobwe, a la República Democràtica del Congo, la seva localitat tipus.

## Característiques
La shinkolobweïta és un òxid de fórmula química Pb1.25[U5+(H₂O)₂(U6+O₂)₅O₈(OH)₂](H₂O)₅. Va ser aprovada com a espècie vàlida per l'Associació Mineralògica Internacional l'any 2016, i no va ser publicada fins al mes de setembre de 2023. Cristal·litza en el sistema ortoròmbic.
Els exemplars que van servir per a determinar l'espècie, el que es coneix com a material tipus, es troben conservats a les col·leccions mineralògiques del Museu Canadenc de la Natura, a Ottawa (Canadà), amb el número de catàleg: cmnmc 86897; i al Museu d'Història Natural del Comtat de Los Angeles, a Los Angeles (Califòrnia) amb el número de catàleg: 65618.

## Formació i jaciments
Va ser descoberta a la mina Shinkolobwe, situada a la localitat homònima dins el districte de Kambove, a l'Alt Katanga (República Democràtica del Congo). Es tracta de l'únic indret de tot el planeta on ha estat descrita aquesta espècie mineral.